# Деница Златева
Деница Златкова Златева е български политик. Народен представител от парламентарната група на Коалиция за България в XLII народно събрание. Член на ИБ на БСП с ресор международна дейност. Владее английски, немски, руски и испански език.

## Биография
Деница Златева е родена на 16 юли 1975 година в град София. Завършва специалност „Корпоративен мениджмънт“. През 2008 – 2009 г. е съветник в политическия кабинет на заместник министър-председателя по въпросите на еврофондовете Меглена Плугчиева.   Депутат е в 42 то Народно събрание от БСП. През август 2012 година е избрана за вицепрезидент на Социалистическия интернационал на жените. Между 2009 и 2017 г. е международен секретар на БСП. От 27 януари 2017 г. е служебен заместник министър-председател в правителството на Огнян Герджиков, отговарящ за подготовката на българското председателство на ЕС.
На парламентарните избори през 2013 година е избрана за народен представител от листата на Коалиция за България за 25 МИР София.